# Смирнов, Анатолий Евгеньевич
Анатолий Евгеньевич Смирнов (1936, Москва, РСФСР, СССР) — советский футболист, нападающий. Позже — тренер. Провёл более ста матчей в Первой лиге СССР. Мастер спорта СССР.

## Карьера футболиста
Начал карьеру футболиста в севастопольском клубе Дом офицеров флота, который выступал в чемпионате Украинской ССР в 1956 году. В следующем году команда начала представлять город в Первой лиге СССР. В 1958 году команда сменила название и стала именоваться Спортивный клуб Черноморского флота. В этом же году команда заняла первое место в своей зональной группе, а в финале заняла третье место. Бронзовые награды стали наибольшим достижением команды за всю историю. Смирнов забил тогда 13 голов и стал вторым бомбардиром клуба в этом сезоне после Владимира Буцкого.
Вместе с командой дошёл до 1/8 финала Кубка СССР в 1964 году, тогда севастопольцы уступили московскому ЦСКА в дополнительное время (1:2). Свой последний сезон в качестве игрока провёл в 1966 году, при этом являлся играющим тренером команды.
Всего за СКЧФ провёл более двухсот матчей.

## Тренерская карьера
Смирнов тренировал команду при СКЧФ которая выступала в чемпионате Севастополя и Крыма, где играли Сергей Филипповский, Анатолий Солодовников и Виктор Прожога. Долгое время являлся детским тренером, среди его воспитанников был Евгений Репенков. Анатолий тренировал детей в команде «Волна» и руководил проведением городских соревнований на призы клуба «Кожаный мяч», в котором принимало участие около 150 детских команд. Вместе с Василием Кучеренко собирал команду для участие в детском турнире для городов-героев в Ленинграде. Среди подпочечных Смирнова тогда был Виктор Юров. В 1971 году являлся тренером в севастопольском «Авангарде».
Позже вернулся на родину, в Москву.

## Достижения
- Бронзовый призёр Первой лиги СССР (1): 1958

## Статистика
| Сезон | Клуб              | Лига                     | Чемпионат | Чемпионат | Кубок | Кубок |
| Сезон | Клуб              | Лига                     | Игры      | Голы      | Игры  | Голы  |
| ----- | ----------------- | ------------------------ | --------- | --------- | ----- | ----- |
| 1956  | СКФ (Севастополь) | Чемпионат Украинской ССР | 6         | 5         |       |       |
| 1957  | СКФ (Севастополь) | Первая лига СССР         | 28        | 5         | 2     | 0     |
| 1958  | СКФ (Севастополь) | Первая лига СССР         | 35        | 13        | 2     | 1     |
| 1959  | СКФ (Севастополь) | Первая лига СССР         | 28        | 7         | 2     | 1     |
| 1960  | СКФ (Севастополь) | Первая лига СССР         | 36        | 9         |       |       |
| 1961  | СКФ (Севастополь) | Первая лига СССР         | 36        | 7         | 2     | 1     |
| 1962  | СКФ (Севастополь) | Первая лига СССР         | 22        | 5         | 1     | 0     |
| 1963  | СКФ (Севастополь) | Вторая лига СССР         | 36        | 5         | 4     | 2     |
| 1964  | СКФ (Севастополь) | Вторая лига СССР         | 30        | 6         | 5     | 1     |
| 1965  | СКФ (Севастополь) | Вторая лига СССР         | 14        | 2         | 3     | 0     |
| 1966  | СКФ (Севастополь) | Вторая лига СССР         | 13        | 1         |       |       |